# Ice Queen
«Ice Queen» — второй сингл симфоник-метал-группы Within Temptation с их второго студийного альбома Mother Earth. Песня стала одной из самых успешных композиций группы по итогам европейских чартов.

## Текст
Как и многие другие песни Within Temptation, «Ice Queen» посвящена теме природы. «Это — песня о природе, — сказала вокалистка группы Шарон ден Адель в интервью изданию Westpop, — и о том, как всё происходит в природе». Гитарист группы, Роберт Вестерхольт добавил: «Она о зиме».

## Видео
Существуют две версии видеоклипа: нидерландская и международная.

## Список композиций
CD сингл
1. «Ice Queen» (radio version)
2. «Mother Earth»

CD Мульти сингл
1. «Ice Queen» (radio version)
2. «Mother Earth» (Leidse Kade live)
3. «Caged» (Leidse Kade live)
4. «Ice Queen» (Leidse Kade live)
5. «Believer» (Ice Queen Demo)
6. «Caged» (demo version)

CD сингл (переиздание 2002 года)
1. «Ice Queen» (radio version)
2. «Caged» (Leidse Kade live)

CD сингл (переиздание 2003 года)
1. «Ice Queen» (single edit)
2. «Mother Earth» (Leidse Kade live)
3. «Ice queen» (acoustic at «MXL»)

CD мульти сингл (переиздание 2003 года)
1. «Ice Queen» (single edit)
2. «World of make believe»
3. «Ice queen» (acoustic at «MXL»)
4. «Ice Queen» (Leidse Kade live)
5. «Mother Earth» (Orchestra version)
6. «Mother Earth» (Leidse Kade live)

## Чарты
| Чарт                   | #  |
| ---------------------- | -- |
| Dutch Top 40           | 2  |
| Belgian Singles Chart  | 3  |
| German Singles Chart   | 21 |
| Austrian Singles Chart | 53 |